# 新原千恵
新原 千恵（にいはら ちえ、1986年5月14日 - ）は、日本の元女子プロ野球選手。沖縄県那覇市出身。外野手、右投げ左打ち。あだ名はちえ。

## 経歴
小学校3年で野球を始める。興南中学校に入学しバレーボールを始めるがやはり野球がしたいということで野球部に入った。「女松坂」と呼ばれた小林千紘に憧れ中学校卒業後は小林の母校である女子野球名門神村学園高等部に進学。2年・3年次は全国制覇を達成。中京女子大学（現・至学館大学）に進学したものの退学し尚美学園大学に入り直す。ヴィーナスリーグで2008年春と2009年秋に外野手ベストナインに輝く。
2009年に日本女子プロ野球機構による女子プロ野球回合同トライアウトを受験し合格、同年12月のドラフト会議で兵庫スイングスマイリーズへの加入が決定した。プロ1年目は、主に2番中堅手として全試合に出場し、打率.281、盗塁数16(リーグ3位)を記録し、最多犠打者のタイトルを獲得した。プロ2年目は京都から移籍してきた中村茜が2番中堅手を獲得したため、9番左翼手で開幕を迎え、守備中のダイビングキャッチによる怪我で出場機会が減少し、前年より成績を下げた。リーグ再編成に伴い、2013年は兵庫スイングスマイリーズの継承球団、サウス・ディオーネに所属。10月、同年限りでの引退を発表した。引退した翌年には、ウエスト・フローラ（現・京都フローラ）のコーチに就任。2015年より同チームの監督を務めていたが、2018年シーズンはヘッドコーチを務めた。
2019年シーズンから育成チームのレイアの監督に就任。シーズン中の2019年9月19日 - 10月6日にレイアの選手が京都フローラ・愛知ディオーネ・埼玉アストライアに期間限定で派遣するのに合わせ、愛知ディオーネの監督代行を務めた。また、2019年11月9・10日にわかさスタジアム京都で開催の「第9回女子野球ジャパンカップ」に出場した埼玉アストライアの監督を務め、優勝に導いた。

## 詳細情報

### 年度別打撃成績
| 年 度     | 球 団        | 試 合 | 打 席 | 打 数 | 得 点 | 安 打 | 二 塁 打 | 三 塁 打 | 本 塁 打 | 塁 打 | 打 点 | 盗 塁 | 盗 塁 死 | 犠 打 | 犠 飛 | 四 球 | 敬 遠 | 死 球 | 三 振 | 併 殺 打 | 打 率 | 出 塁 率 | 長 打 率 | O P S |
| --------- | ------------ | ----- | ----- | ----- | ----- | ----- | -------- | -------- | -------- | ----- | ----- | ----- | -------- | ----- | ----- | ----- | ----- | ----- | ----- | -------- | ----- | -------- | -------- | ----- |
| 2010      | スマイリーズ | 40    | 168   | 128   | 25    | 36    | 4        | 0        | 0        | 40    | 13    | 16    | 4        | 17    | 1     | 20    | -     | 2     | 8     | 0        | .281  | .384     | .313     | .697  |
| 2011      | スマイリーズ | 37    | 52    | 38    | 10    | 7     | 1        | 1        | 0        | 10    | 1     | 3     | 1        | 4     | 0     | 9     | -     | 1     | 2     | 0        | .184  | .354     | .263     | .617  |
| 2012      | スマイリーズ | 12    | 33    | 29    | 6     | 4     | 1        | 0        | 0        | 5     | 1     | 0     | 1        | 2     | 0     | 2     | -     | 0     | 6     | 0        | .138  | .194     | .172     | .366  |
| 2013      | ディオーネ   | 16    | 19    | 15    | 2     | 1     | 0        | 0        | 0        | 1     | 0     | 0     | 2        | 1     | 0     | 3     | -     | 0     | 4     | 1        | .067  | .222     | .067     | .289  |
| JWBL：4年 | JWBL：4年    | 105   | 272   | 210   | 43    | 48    | 6        | 1        | 0        | 56    | 15    | 19    | 8        | 24    | 1     | 34    | -     | 3     | 20    | 1        | .229  | .343     | .267     | .609  |

- 「-」は記録なし。
- 太字はリーグ1位

### タイトル
- 最多犠打：1回（2010年）

### 背番号
- 8 （2010年 - 2013年）
- 51 （2014年）
- 50 （2015年 - 2017年・2019年 - 2020年）
- 51　(2018年)